# Morton Palms
Morton Palms är en civil parish i kommunen Borough of Darlington i Storbritannien. Den ligger i grevskapet Durham och riksdelen England, i den centrala delen av landet, 300 km norr om huvudstaden London.